# Gaetano Bertolani
Gaetano Bertolani (Mantova, 1758 – Faenza, 1856) è stato un pittore e decoratore italiano.

## Biografia
Gaetano Bertolani nasce a Mantova da una famiglia di esecutori di maschere.

Poco si conosce della sua giovinezza: dopo essersi probabilmente formato all'Accademia di Bologna, giunse a Faenza tra gli anni ottanta e novanta del XVIII secolo e vi trovò lavoro come imbianchino.

In seguito ad una caduta venne ricoverato presso l'Ospedale Cantoni e sempre qui a Faenza conobbe il pittore Felice Giani. Tale incontro fu decisivo per indirizzare il Bertolani all'attività di decorazione parietale, specializzandosi come ornatista.

A partire dal 1794 Bertolani insieme ad una vera e propria équipe di giovani pittori lavorò al seguito del Giani per svariati impieghi: dalla pittura di figura e di ornato, agli stucchi e agli arredi.

Mentre il Giani, maestro indiscusso dell'équipe, si occupava della fase progettuale e delle scene figurate, il Bertolani rivestiva un ruolo da regista, avendo il compito di coordinare le attività pratiche e preparare i materiali.

Il decoratore mantovano compone complesse gabbie nelle quali vanno ad incastonarsi le scene del Giani, rievocando quelle delle ornamentazioni neocinquecentesche con frequenti citazioni colte.

Bertolani in seguito sposò Anna Amadei di Forlì nel 1819, dalla quale ebbe tre figlie femmine e un figlio, Raffaele, futuro orafo di una certa fama.

Alla morte del maestro Felice Giani (1822), continuò l'attività autonomamente con alcuni allievi e collaboratori, quali i fratelli Garzia a Forlì, Antonio Liverani, Michele Chiarini e Gaspare Mattioli a Faenza.
Morì quasi centenario nel 1856.

## Produzione artistica

### La collaborazione col Giani
Al fianco di Felice Giani lavorò soprattutto a Faenza (Galleria Laderchi, Palazzo Conti), a Bologna, a Forlì, nelle Marche, nel Veneto e a Parigi, maturando uno stile Impero di notevole qualità.

### La produzione autonoma
Morto il Giani, lavorò autonomamente tra Emilia e Romagna ed ebbe allievi e seguaci fra i quali Gaspare Mattioli, Michele Chiarini e i fratelli Garzia.
Nelle pause di lavoro si dilettava eseguendo disegni e tempere raffiguranti battaglie o gruppi di animali.

## Opere
Numerosissimi sono i lavori in cui è documentata la partecipazione del Bertolani: 
- nel 1794 e 1796 Palazzo Laderchi a Faenza;
- nel 1796 le decorazioni del Teatro di Jesi;
- nel 1799 gli apparati per le feste di beatificazione del padre da Porto Maurizio a Faenza;
- nel 1801 le decorazioni del Palazzo Conti Sinibaldi a Faenza;
- nel 1802 e 1805 Palazzo Milzetti a Faenza;
- nel 1803 e 1809 Palazzo Naldi a Faenza;
- nel 1805 l'arco trionfale e Palazzo Aldini a Bologna;
- nel 1806 le case Martinetti e Giusti e nel 1807 le case Marescotti e Marconi a Bologna;
- nel 1807  il quartiere delle Procuratie Nuove a Venezia;
- nel 1807 Casa Massari a Ferrara;
- nel 1808 casa Almerigi a Cesena, casa Romagnoli, il teatro e il Palazzo del Podestà di Forlì;
- nel 1810 le case Marescalchi, Rossi, Bianchetti, Bentivoglio e il Casino Civico di Bologna;
- nel 1811 le case Papiani di Modigliana e Severoli di Faenza, le case Zanolini, Tattini, Lazzari, Leoni di Bologna, casa Pasolini di Cesena;
- nel 1812 l'appartamento napoleonico del Palazzo del Quirinale a Roma, il Teatro di Imola, la casa Bertazzoli di Bologna;
- nel 1812 la villa Aldini a Montmorency;
- nel 1813 Filicori Contri a Bologna e Gessi a Faenza;
- nel 1814 i Palazzi Manzoni e Guarini di Forlì, Teatro Contavalli a Bologna;
- nel 1815 casa Garatoni a Rimini, villa Serra a Faenza, Palazzo Montecuccoli a Modena, Palazzo Sampieri a Bologna;
- nel 1816 Palazzo Morri e Cavina Faenza, casa Zaboli Tomba, Palazzo del Comune, case Bianchetti, Zappi, Gusandi e il Teatro Chimico dell'Università Pontificia a Bologna;
- nel 1817 Palazzo del Legato di Ravenna, Palazzo Canonici di Ferrara, il Teatro di Pesaro;
- nel 1818 Palazzo Pasolini dall'Onda a Faenza, Palazzi Mangelli e Saffi a Forlì, Palazzo Rasponi a Ravenna, palazzo Berti a Bologna;
- nel 1819 Palazzo Sampieri a Bologna e Palazzo Gaddi a Forlì;
- nel 1820 casa Filicori, Palazzo Ranuzzi e Teatro Comunale a Bologna;
- nel 1821 Villa Benzi e casa Fronticelli a Forlì;
- nel 1822 Palazzo Nagliati a Ferrara, Palazzi Ranuzzi Baciocchi e Lambertini Ranuzzi a Bologna;
- nel 1825 il disegno per il monumento Pistocchi in Cattedrale;
- nel 1831-32 le decorazioni della volta e della calotta della Chiesa del Collegio Emiliani a Fognano;
- nel 1854 il progetto degli arredi della farmacia del genere dott. Elio Bertoni, ora Zanotti.